# ハリー・バブコック
ハリー・バブコック（Harry Stoddard Babcock、1890年12月15日- 1965年6月15日)は、アメリカ合衆国の陸上競技選手。1912年ストックホルムオリンピックの金メダリストである。

## 経歴
バブコックは、棒高跳の選手として、1911年の年間最高となる3m86をマーク。当時の世界記録はレイランド・スコットが持っていた3m93であったが、世界記録が公認されるようになったのは1912年からであったため、最初の世界記録は1912年にアメリカのマーカス・ライトが出した4m02となった。
1912年ストックホルムオリンピックでは、世界記録保持者のライトは3m85しか跳べず、その一方、バブコックは3m95を1回目でクリアし金メダルを獲得した。バブコックはまた、十種競技にもエントリーしたが、3種目が終わったところで途中棄権に終わった。